# 李裕光
李裕光，浙江东阳人，中华民国政治人物。

## 生平
1931年至1932年，担任松阳县县长。1934年5月至1935年10月，担任金华县县长。1935年9月至1936年4月，担任诸暨县县长。1936年3月31日，调充玉环县县长未到任，1937年2月4日代理，同年12月24日离职。